# 145丁目橋

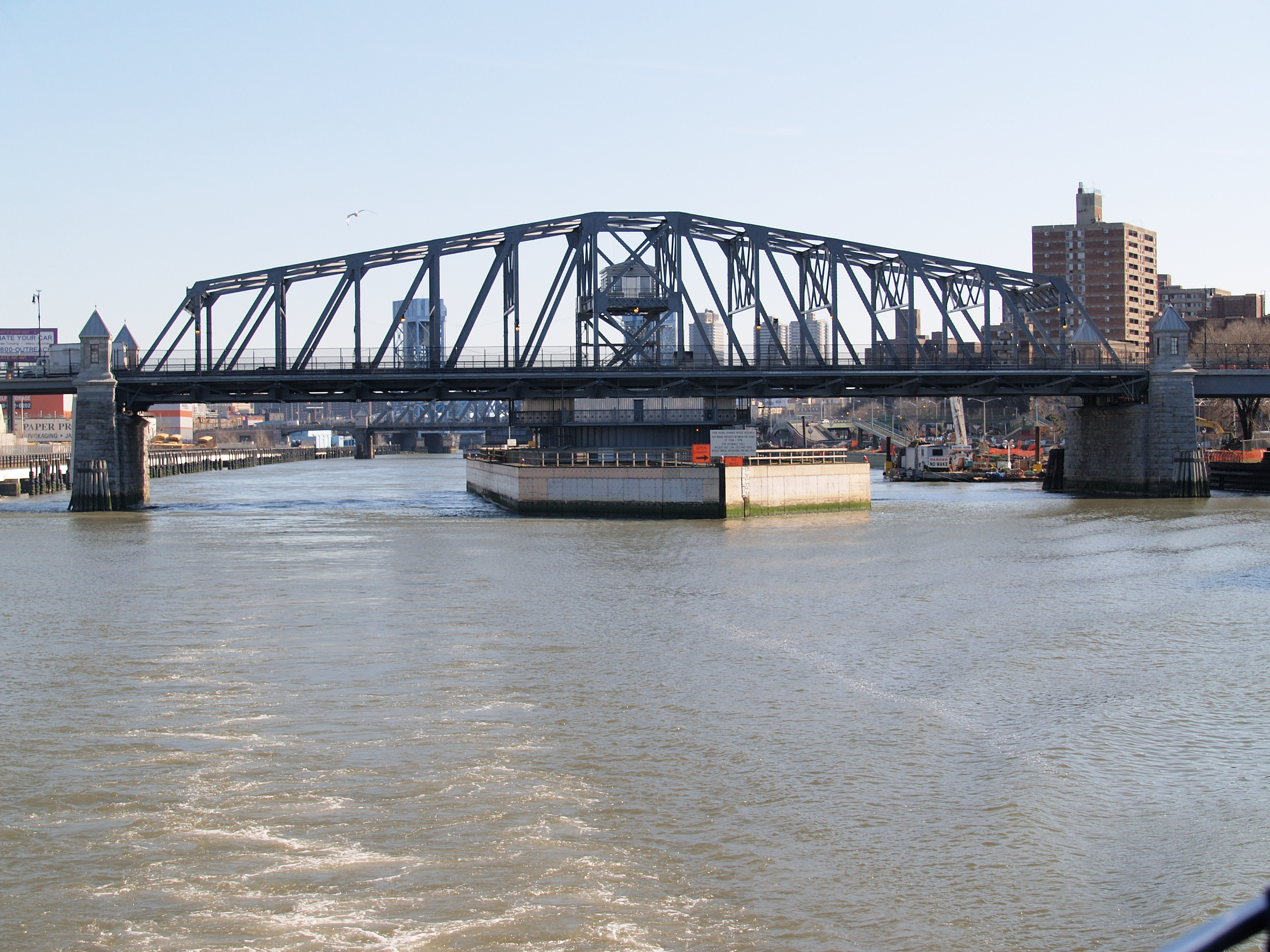
横からの眺め（2008年）

145丁目橋 (ひゃくよんじゅうごちょうめはし、英語: 145th Street Bridge) は、アメリカ、ニューヨーク市に位置する4車線の旋回橋で、ハーレム川を横断してマンハッタンの145丁目、レノックス街とブロンクスの東149丁目、リバー・アベニューを結んでいる。橋には以前、北行きのニューヨーク州道22号線とニューヨーク州道100号線が通っていた。さらに、橋は名祖の通りに接近しているため、かつては「レノックス街橋」の名称であった。
橋はニューヨーク市運輸局によって運営・維持されている。2008年度の日平均通行量は23,148台。
145丁目橋の建設は1901年4月19日に始まり、275万ドルをかけて、1905年8月24日に開通した。設計者は、アルフレッド・パンコースト・ボラーである。

## 改修
橋の新しい旋回スパンは、オールバニー郡南部のコイーマンズにある、旧パウエル&ミノック・ブリック・ヤードが組み立てた。スパンは2006年11月初旬に入れ替わった。

## 公共交通機関
145丁目橋には、ニューヨーク市交通局が運営するBx19系統のバスが走っている。路線の平日平均の乗客数は30,534人。